# Hudinilson Júnior
Hudinilson Urbano Júnior (São Paulo, 17 de outubro de 1957 - São Paulo, 28 de agosto de 2013) foi um artista multimídia brasileiro, famoso por sua série de fotografias intitulada "Exercícios de Me Ver", em que retratou a si mesmo simulando um ato sexual com uma fotocopiadora.

## Carreira
Em 1975 inicia curso de artes plásticas na Fundação Armando Álvares Penteado, fazendo experiências em várias modalidades de expressão como pintura, graffiti, xerografia e performance, usando o corpo humano masculino como tema principal.
Em 1979 funda, junto com Rafael França e Mário Ramiro, o grupo 3nós3, realizando intervenções urbanas em São Paulo. A partir de 1982 inicia a série em xerox Exercícios de Me Ver, reproduzindo partes do próprio corpo. Na década de 1980 entra em contato com Alex Vallauri e trabalha extensamente com o graffiti.

Em 1984 participa da 1ª Bienal de Havana e da exposição Arte Xerox Brasil, na Pinacoteca do Estado de São Paulo. Expõe na 18ª Bienal de São Paulo em 1985 e na 3ª Bienal do Mercosul, em 2001.
Em (2000/2001), participa da mostra 'Visitant Genet", de Vera Chaves Barcellos,a convite da mesma, tendo participado com 240 imagens de seu Cadernos de Referência, no Museu d'Art de Girona, Catalunha Espanha. Foi a primeira vez que sua obra foi vista na Europa. Ainda em 2001, a mostra pariicipou da exposição inaugural do Santander Cultural, em Porto Alegre.
Em 2002 participa da coletiva de artistas de grafite Rendam-se Terráqueos, com a instalação Narciso Revisita Seus Espelhos 2, no banheiro da Casa das Rosas, São Paulo (2002)
Em agosto de 2013 foi encontrado morto em seu apartamento em São Paulo.